# Astragalus nivicola
Astragalus nivicola är en ärtväxtart som beskrevs av Gomez-sosa. Astragalus nivicola ingår i släktet vedlar, och familjen ärtväxter. Inga underarter finns listade i Catalogue of Life.